# Señorita (película)
Señorita es un cortometraje peruano estrenado en el año 2022, dirigido por Vitalia Saravia, basados en hechos reales. El film está protagonizado por las actrices juveniles Fabiana Valcárcel y Zoe Arévalo.
Fue la ganadora del Festival Internacional de Vitacura en Chile en la categoría «Mejor cortometraje internacional» y el Festival de Cortometrajes Cortos de Vista, la cual en esta última obtuvo 3 premios: «Mejor ficción nacional», «Mejor actriz» y «Mejor dirección».

## Sinopsis
Cuenta la historia de Romina (Fabiana Valcárcel) una adolescente de 13 años, que pasó sus días al lado de su mejor amiga Carolina (Zoe Arévalo). Mientras estaban esperando el inicio de los Premios VMAs 2003, no llegaron a ver el espectáculo en vivo.
A los días siguientes, Romina y su mamá estaban doblando la ropa limpia para guardarlas y vieron la noticia del beso de las cantantes Madonna, Britney Spears y Christina Aguilera en la televisión, en plena tranmisión de un programa de espectáculo.
Romina sentiría una atracción hasta que descubre el significado de la palabra lesbianidad. Al día siguiente, Carolina visitó la casa de Romina en llanto, donde finalmente ambas se besaron.

## Elenco
- Fabiana Valcárcel como Romina.[1]
- Zoe Arévalo como Carolina.[1]
- Michella Chale como Mamá de Romina.[cita requerida]
- Beatriz Astete

## Producción
Esta película tratada sobre diversos temas relacionados con la comunidad LGBT+, comenzó a grabarse en el año 2021.[cita requerida]

## Recepción
La cinta fue finalista en el Festival Mira UPC, evento organizado por la Universidad Peruana de Ciencias Aplicadas en la categoría «Mira», además de ser presentada en el Festival de Cine de Lima y el OutfestPerú.
Señorita fue la ganadora de la categoría «Mejor ficción nacional» en el Festival de Cortometrajes Cortos de Vista en el año 2022, incluyendo las nominaciones de «Mejor dirección» y «Mejor actriz», en esta última, otorgada a la directora Vitalia Saravia y la actriz juvenil Fabiana Valcárcel respectivamente. En noviembre de ese año, la cinta concursó en el Festival Internacional de Vitacura en Chile, la cual gana la categoría «Mejor cortometraje internacional».
A finales de ese año, fue nominada al festival español LesGaiCineMad en la categoría «Mejor cortometraje internacional» sin conseguir el premio.

## Premios y nominaciones
| Año  | Premios                                   | País      | Categoría                          | Nominación a      | Resultado | Ref.         |
| ---- | ----------------------------------------- | --------- | ---------------------------------- | ----------------- | --------- | ------------ |
| 2022 | Festival Mira UPC                         | Perú      | «Mira»                             | Señorita          | Nominada  | [ 6 ]        |
| 2022 | Festival de Cortometrajes Cortos de Vista | Perú      | «Mejor ficción nacional»           | Señorita          | Ganadora  | [ 5 ]        |
| 2022 | Festival de Cortometrajes Cortos de Vista | Perú      | «Mejor actriz»                     | Fabiana Valcárcel | Ganadora  | [ 5 ]        |
| 2022 | Festival de Cortometrajes Cortos de Vista | Perú      | «Mejor dirección»                  | Señorita          | Ganadora  | [ 5 ] [ 6 ]  |
| 2022 | V Festival Internacional de Vitacura      | Chile     | «Mejor cortometraje internacional» | Señorita          | Ganadora  | [ 8 ] [ 10 ] |
| 2022 | LesGaiCineMad                             | España    | «Mejor cortometraje internacional» | Señorita          | Nominada  | [ 9 ]        |
| 2022 | Muma Patagonia                            | Argentina | «Competencia cortometraje»         | Señorita          | Nominada  | [ 11 ]       |
| 2023 | Festival Cine con Chifles                 | Perú      | «Cortometraje ficción»             | Señorita          | Nominada  | [ 12 ]       |